# Südharz
Südharz is een gemeente in de Duitse deelstaat Saksen-Anhalt, en maakt deel uit van de Landkreis Mansfeld-Südharz.
Südharz telt 9.225 inwoners.

## Indeling gemeente
De volgende Ortsteile maken deel uit van de gemeente:
- Bennungen
- Breitenstein
- Breitungen
- Dietersdorf
- Drebsdorf
- Hainrode
- Hayn (Harz)
- Kleinleinungen
- Questenberg
- Roßla
- Rottleberode
- Schwenda
- Stolberg (Harz)
- Uftrungen
- Wickerode

Ahlsdorf ·
Allstedt ·
Arnstein ·
Benndorf ·
Berga ·
Brücken-Hackpfüffel ·
Blankenheim ·
Bornstedt ·
Edersleben ·
Eisleben ·
Gerbstedt ·
Helbra ·
Hergisdorf ·
Hettstedt ·
Kelbra ·
Klostermansfeld ·
Mansfeld ·
Sangerhausen ·
Seegebiet Mansfelder Land ·
Südharz ·
Wallhausen ·
Wimmelburg